# Индигофера полукустарниковая
Индигофера полукустарниковая, (лат. Indigofera suffruticosa), или Анил (через порт. anil от араб. ан-нил – индиго), также: гватемальский индиго, мелколистный индиго (в Сьерра-Леоне), индийский индиго, дикий индиго — цветковое растение из семейства бобовых.

## Описание
Анил произрастает в субтропическом и тропическом поясах Америки, включая юг Соединенных Штатов, Карибский бассейн, Мексику, Центральную Америку и Южную Америку, вплоть до северной части Аргентины. Этот вид был завезен в другие части мира и сегодня имеет пантропическое распространение. Кустарник, прямостоячий ветвящийся, вырастающий до 1 метра, высокий с перистыми листьями. Обычно растет в сухих областях, является рудеральным растением: растет на обочинах дорог.
Анил обычно используется в качестве источника для красителя индиго, и если смешивать с палыгорской глиной, можно получить Maya blue, пигмент, используемый мезоамериканскими народами.

## Галерея

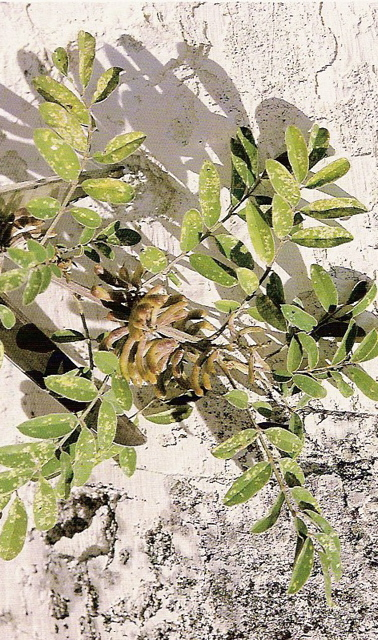
Листья
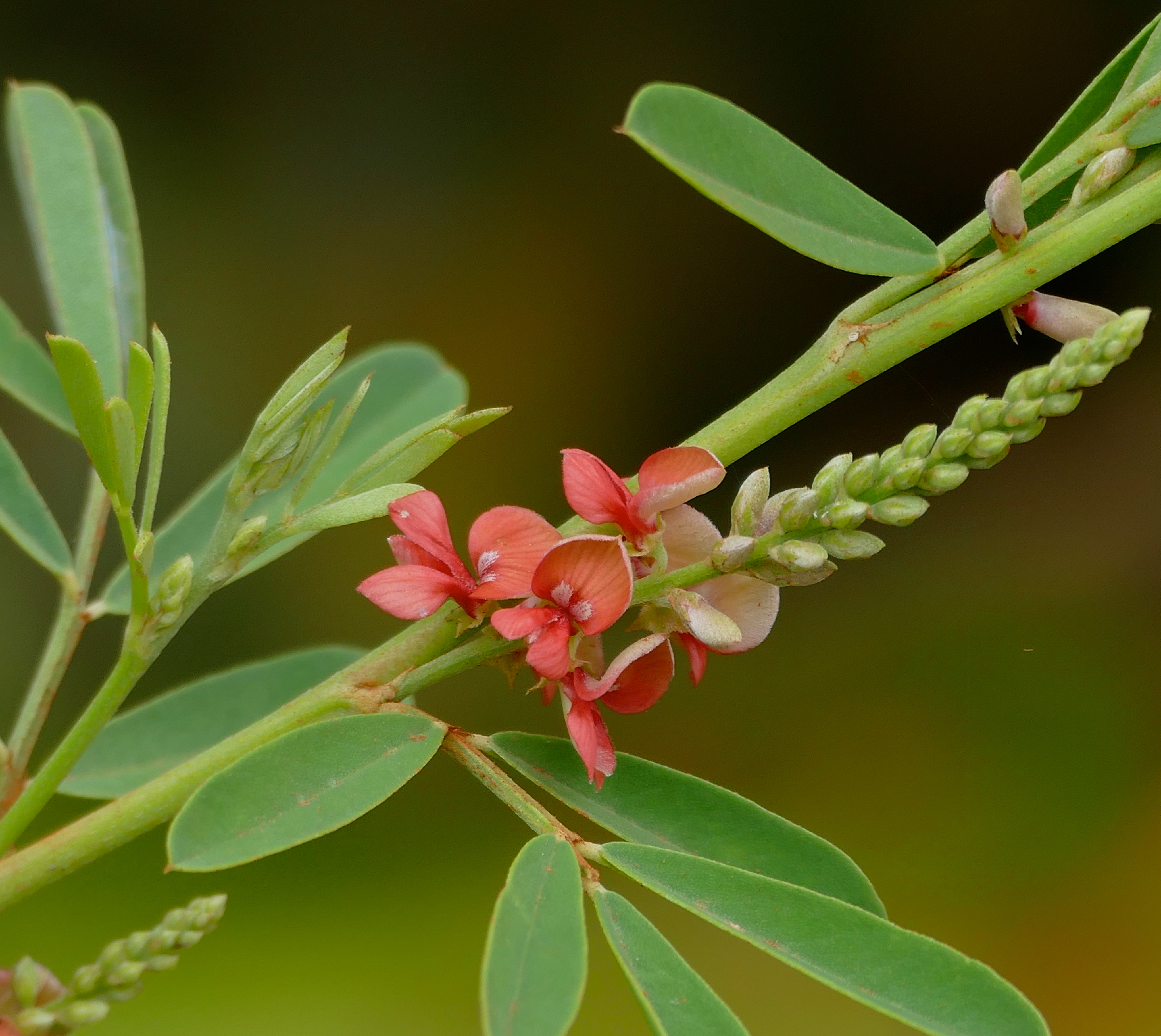
Соцветие
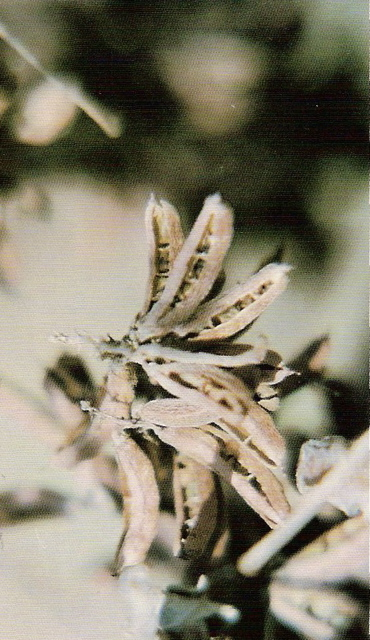
Семена

## Примечание
1. ↑  Индигофера : [арх. 3 января 2023] / Г. П. Яковлев // Излучение плазмы — Исламский фронт спасения. — М. : Большая российская энциклопедия, 2008. — С. 225. — (Большая российская энциклопедия : [в 35 т.] / гл. ред. Ю. С. Осипов ; 2004—2017, т. 11). — ISBN 978-5-85270-342-2.
2. ↑  Анилин : [арх. 3 января 2023] / Е. Я. Борисова // А — Анкетирование. — М. : Большая российская энциклопедия, 2005. — С. 752. — (Большая российская энциклопедия : [в 35 т.] / гл. ред. Ю. С. Осипов ; 2004—2017, т. 1). — ISBN 5-85270-329-X.
3. ↑  M.M.P.N.D. - Sorting Indigofera names. Дата обращения: 15 сентября 2021. Архивировано 8 мая 2021 года.
4. ↑  «Indigofera suffruticosa» Архивная копия от 22 июля 2020 на Wayback Machine. Germplasm Resources Information Network (GRIN). Agricultural Research Service (ARS), United States Department of Agriculture (USDA). Retrieved 2009-10-26.